# Threticus dubitatus
Threticus dubitatus är en tvåvingeart som först beskrevs av Tonnoir 1939.  Threticus dubitatus ingår i släktet Threticus och familjen fjärilsmyggor. Inga underarter finns listade i Catalogue of Life.